# Crush (Grace Jones)
Crush è un singolo della cantante giamaicana Grace Jones pubblicato nel 1987 solo negli Stati uniti, come terzo singolo dell'album Inside story, in contemporanea con Victor Should Have Been a Jazz Musician, scelto invece come terzo singolo per la promozione europea.

## Descrizione
Il brano è stato scritto dalla stessa Jones e da Bruce Woolley, prodotto da Nile Rodgers.
La Versione presente sul 12" è una extended version mai pubblicata su CD. Sul lato b è presente un brano incluso nell'album dal titolo White Collar Crime. 
Il singolo non ebbe alcun impatto nelle classifiche ma raggiunse la trentaduesima posizione nella Hot Dance Club Songs.

## Tracce
- 7" single

A. "Crush" – 3:22
B. "White Collar Crime" – 4:59
- 12" single

A. "Crush" (extended remix) – 8:09
B1. "Crush" (dub) – 6:21
B2. "White Collar Crime" – 4:59
- 12" promotional single

A. "Crush" (extended remix) – 8:09
B1. "Crush" (dub) – 6:21
B2. "Crush" (7" version) – 4:59